# Texto estructurado (ST, Structured Text)
El texto estructurado (del inglés, Structured Text), abreviado como ST o STX, es uno de los cinco lenguajes soportados por el estándar IEC 61131-3, y fue diseñado para la programación de controladores lógicos programables (PLC). Es un lenguaje de alto nivel estructurado en bloques y se basa en el Pascal, por lo que su sintaxis es muy parecida. Todos los lenguajes de programación comparten elementos comunes de la IEC61131. Las variables y llamadas a funciones están definidas por elementos comunes, por lo que se pueden utilizar diferentes lenguajes dentro del estándar IEC 61131-3 en el mismo programa.
Se admiten declaraciones complejas e instrucciones anidadas:
- Bucles de iteración (REPETIR-UNTIL; WHILE-DO)
- Ejecución condicional (IF-THEN-ELSE; CASE)[3]
- Funciones (SQRT(), SIN())

## Ejemplo de Programa
Una máquina de estado simple (PASCAL)
```
(* simple state machine *)

TxtState
 
:=
 
STATES
[
StateMachine
]
;

CASE
 
StateMachine
 
OF

   
1
:
 
ClosingValve
()
;

      
StateMachine
 
:=
 
2
;

   
2
:
 
OpeningValve
()
;

ELSE

    
BadCase
()
;

END_CASE
;

```

Por el contrario de otros lenguajes de programación, no hay ninguna solución alternativa para el CASE: al detectar la primera condición coincidente, salta al código de su afirmación y sale de todo el CASE; en caso negativo, seguirá revisando los demás CASE hasta el ELSE, instrucciones a cumplir por defecto en caso de no encontrar ninguna coincidencia anterior; terminando el bloque de código en el END_CASE.

### Ejemplos adicionales de programación ST
Configuración de la PLC (PASCAL)
```
// PLC configuration

CONFIGURATION
 
DefaultCfg

    
VAR_GLOBAL

        
b_Start_Stop
  
:
 
BOOL
;
         
// Global variable to represent a boolean.

        
b_ON_OFF
      
:
 
BOOL
;
         
// Global variable to represent a boolean.

        
Start_Stop
 
AT
 
%
IX0
.
0
:
BOOL
;
    
// Digital   input of the PLC (Address 0.0)

        
ON_OFF
     
AT
 
%
QX0
.
0
:
BOOL
;
    
// Digital output of the PLC (Address 0.0). (Coil)

    
END_VAR

    
// Schedule the main program to be executed every 20 ms

    
TASK
 
Tick
(
INTERVAL
 
:=
 
t
#20
ms
)
;

    
PROGRAM
 
Main
 
WITH
 
Tick
 
:
 
Monitor_Start_Stop
;

END_CONFIGURATION

PROGRAM
 
Monitor_Start_Stop
          
// Actual Program

    
VAR_EXTERNAL

        
Start_Stop
  
:
 
BOOL
;

        
ON_OFF
      
:
 
BOOL
;

    
END_VAR

    
VAR
                             
// Temporary variables for logic handling

        
ONS_Trig
    
:
 
BOOL
;

        
Rising_ONS
  
:
 
BOOL
;

    
END_VAR

    
// Start of Logic

    
// Catch the Rising Edge One Shot of the Start_Stop input

    
ONS_Trig
    
:=
 
Start_Stop
 
AND
 
NOT
 
Rising_ONS
;

    

    
// Main Logic for Run_Contact -- Toggle ON / Toggle OFF ---

    
ON_OFF
 
:=
 
(
ONS_Trig
 
AND
 
NOT
 
ON_OFF
)
 
OR
 
(
ON_OFF
 
AND
 
NOT
 
ONS_Trig
)
;

    
// Rising One Shot logic   

    
Rising_ONS
 
:=
 
Start_Stop
;

END_PROGRAM

```

#### Ejemplo de bloque de funciones
Bloque de Función en PASCAL para una PLC
```
//=======================================================================

// Function Block Timed Counter :  Incremental count of the timed interval

//=======================================================================

FUNCTION_BLOCK
 
FB_Timed_Counter

    
VAR_INPUT

        
Execute
         
:
 
BOOL
 
:=
 
FALSE
;
        
// Trigger signal to begin Timed Counting

        
Time_Increment
  
:
 
REAL
 
:=
 
1.25
;
         
// Enter Cycle Time (Seconds) between counts

        
Count_Cycles
    
:
 
INT
  
:=
 
20
;
           
// Number of Desired Count Cycles

    
END_VAR

    

    
VAR_OUTPUT

        
Timer_Done_Bit
  
:
 
BOOL
 
:=
 
FALSE
;
        
// One Shot Bit indicating Timer Cycle Done

        
Count_Complete
  
:
 
BOOL
 
:=
 
FALSE
;
        
// Output Bit indicating the Count is complete            

        
Current_Count
   
:
 
INT
  
:=
 
0
;
            
// Accumulating Value of Counter

    
END_VAR

    

    
VAR

        
CycleTimer
      
:
 
TON
;
                  
// Timer FB from Command Library

        
CycleCounter
    
:
 
CTU
;
                  
// Counter FB from Command Library

        
TimerPreset
     
:
 
TIME
;
                 
// Converted Time_Increment in Seconds to MS

    
END_VAR

        

    
// Start of Function Block programming

    
TimerPreset
 
:=
 
REAL_TO_TIME
(
in
 
:=
 
Time_Increment
)
 
*
 
1000
;

    
CycleTimer
(

        
in
 
:=
 
Execute
 
AND
 
NOT
 
CycleTimer
.
Q
,

        
pt
 
:=
 
TimerPreset
);

    
Timer_Done_Bit
 
:=
 
CycleTimer
.
Q
;

    

    
CycleCounter
(

        
cu
 
:=
 
CycleTimer
.
Q
,

        
r
 
:=
 
NOT
 
Execute
,

        
pv
 
:=
 
Count_Cycles
);

    
Current_Count
 
:=
 
CycleCounter
.
cv
;

    
Count_Complete
 
:=
 
CycleCounter
.
q
;

    

END_FUNCTION_BLOCK

```